# We Are the In Crowd
We Are the In Crowd – amerykański zespół pop rockowy z Poughkeepsie (Nowy Jork), założony w 2009 roku.
8 czerwca 2010 roku wydali swoje debiutanckie EP, pt. Guaranteed To Disagree, co otworzyło im drogę do wydania pierwszego, pełnego albumu, Best Intentions w 2011. Po prawie 3 latach zespół wydał drugi, pełny album Weird Kids (18 lutego 2014).

## Dyskografia
| Guaranteed To Disagree                  | - Data: 8 czerwca 2010 - Wydawca: Hopeless Records      | —   |                   |
| Best Intentions                         | - Data: 4 października 2011 - Wydawca: Hopeless Records | 122 | - USA: 3,0 tys.+  |
| Weird Kids                              | - Data: 18 lutego 2014 - Wydawca: Hopeless Records      | 29  | - USA: 10,0 tys.+ |
| "—" oznacza, że album nie był notowany. |                                                         |     |                   |